# Moord op Sara Beugeltas
Sara Beugeltas (Amsterdam, 21 september 1926 – aldaar, 27 of 28 augustus 1934) was een Nederlands meisje van Joodse komaf. Toen het kind zeven jaar oud was werd ze vermist en later vermoord teruggevonden.

## Geschiedenis
Op 27 augustus 1934 werd Sara Beugeltas vermist. Ze had met een vriendinnetje gespeeld op het Waterlooplein en was nadien in een pakhuis binnengegaan en nooit meer buitengekomen. Een dag later vond de Amsterdamse politie het levenloze lichaam van het seksueel misbruikte en gewurgde kind op de vliering van een bananenloods aan het Waterlooplein. De zaak sprak enorm tot de verbeelding van de Amsterdamse bevolking en leidde tot grote massahysterie. De dader was Emanuel Polak, een 21-jarige pakhuisknecht die eveneens van Joodse komaf was. Hij was al eerder in aanraking met het gerecht gekomen wegens kindermisbruik en zat in feite tijdens proefverlof toen hij deze tweede misdaad beging. De zaak leidde tot pleidooien in de pers waarin castratie van recidiverende, geesteszieke lustmoordenaars werd bepleit, omdat Polak eerder tot tbr was veroordeeld.
Volgens het Algemeen Handelsblad van 28 augustus 1934 kwamen er die avond duizenden buurtbewoners op straat om de gearresteerde verdachte uit te jouwen. Verschillende politiemachten probeerden de volksmassa op een afstand te houden. Polak ontkende twee dagen lang iets met de misdaad te maken te hebben, maar bekende uiteindelijk op 30 augustus. Sara Beugeltas werd onder massale belangstelling begraven. Polak werd tot levenslange gevangenisstraf veroordeeld. Hij stierf in 1964 in de Van der Hoeven Kliniek in Utrecht.